# Grã-Bretanha nos Jogos Olímpicos de Verão de 2008
A Grã-Bretanha (nome oficial do Reino Unido para o Comitê Olímpico Internacional) participou nos Jogos Olímpicos de Verão de 2008 com 313 atletas e 236 oficiais que participaram em 20 esportes. Atletas do Reino Unido competiram em todas as edições dos Jogos Olímpicos desde 1896 e são conhecidos pelo nome de Team GB.

### 

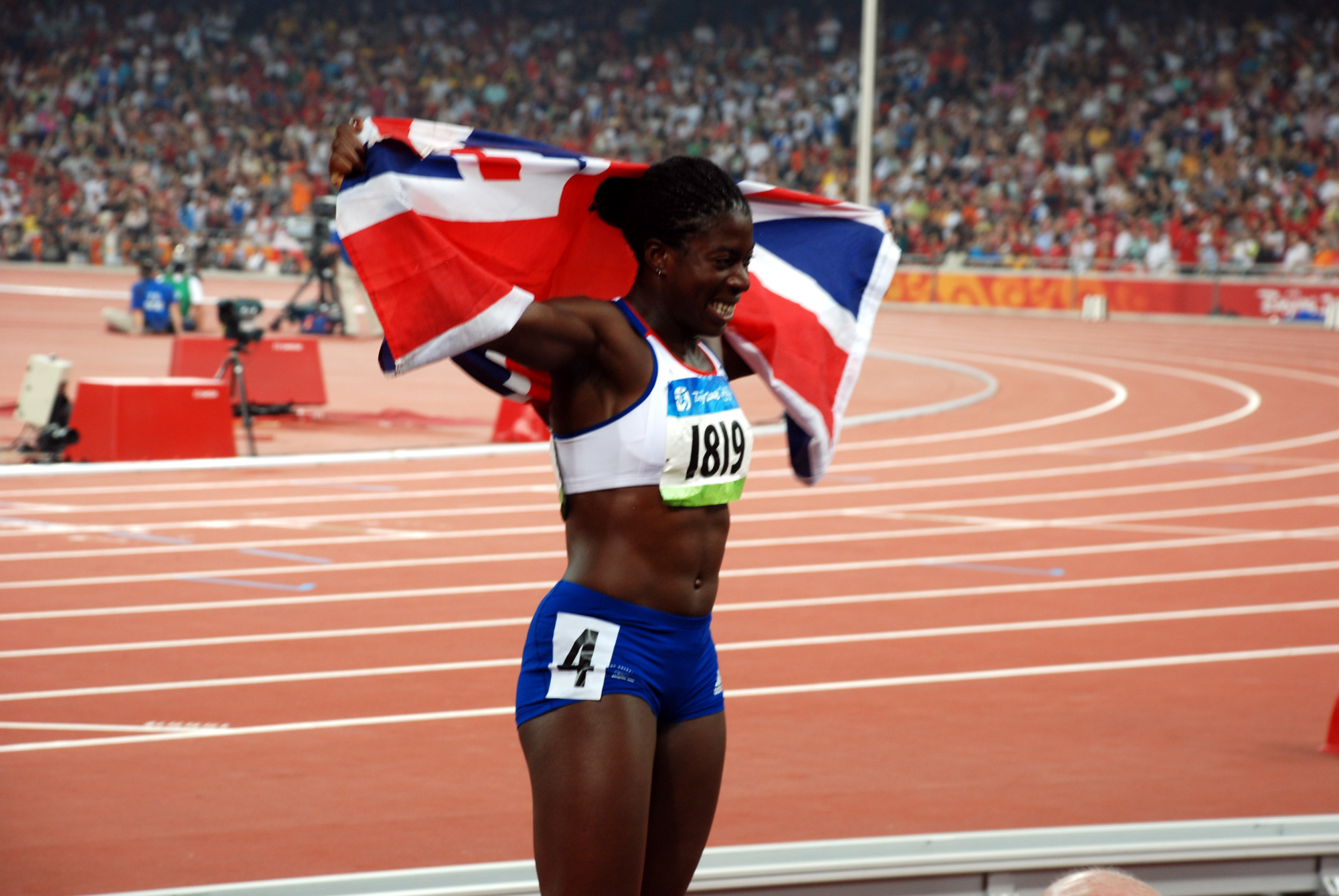
Christine Ohuruogu comemora sua vitória nos 400 m

Nicole Cooke conquistou a medalha de ouro na prova de estrada.

## Medalhas
| Atleta | Esporte                                                           | Evento                            | Medalha |
| --- | ----------------------------------------------------------------- | --------------------------------- | ------- |
| Nicole Cooke | Ciclismo                                                          | Corrida em estrada feminina       | Ouro    |
| Rebecca Adlington | Natação                                                           | 400 m livre feminino              | Ouro    |
| Chris Hoy Jason Kenny Jamie Staff | Ciclismo                                                          | Velocidade por equipes masculino  | Ouro    |
| Rebecca Adlington | Natação                                                           | 800 m livre feminino              | Ouro    |
| Bradley Wiggins | Ciclismo                                                          | Perseguição individual masculino  | Ouro    |
| Tom James Andy Hodge Pete Reed Steve Williams                                                                                             | Remo                                                              | Quatro sem masculino              | Ouro    |
| Chris Hoy | Ciclismo                                                          | Keirin masculino                  | Ouro    |
| Sarah Ayton Sarah Webb Pippa Wilson | Vela                                                              | Yngling feminino                  | Ouro    |
| Mark Hunter Zac Purchase | Remo                                                              | Skiff duplo leve masculino        | Ouro    |
| Ben Ainslie | Vela                                                              | Finn                              | Ouro    |
| Rebecca Romero | Ciclismo                                                          | Perseguição individual feminino   | Ouro    |
| Ed Clancy Paul Manning Geraint Thomas Bradley Wiggins                                                                                     | Ciclismo                                                          | Perseguição por equipes masculino | Ouro    |
| Paul Goodison | Vela                                                              | Laser masculino                   | Ouro    |
| Victoria Pendleton | Ciclismo                                                          | Velocidade feminino               | Ouro    |
| Chris Hoy | Ciclismo                                                          | Velocidade masculino              | Ouro    |
| Christine Ohuruogu | Atletismo                                                         | 400 m feminino                    | Ouro    |
| Iain Percy Andrew Simpson | Vela                                                              | Star masculino                    | Ouro    |
| Tim Brabants | Canoagem                                                          | K-1 1000 m masculino              | Ouro    |
| James DeGale | Boxe                                                              | Peso médio                        | Ouro    |
| David Florence | Canoagem                                                          | Slalom C-1 masculino              | Prata   |
| Emma Pooley | Ciclismo                                                          | Estrada contra o relógio feminino | Prata   |
| Ross Edgar | Ciclismo                                                          | Keirin masculino                  | Prata   |
| Debbie Flood Katherine Grainger Frances Houghton Annie Vernon                                                                             | Remo                                                              | Skiff quádruplo feminino          | Prata   |
| Wendy Houvenaghel | Ciclismo                                                          | Perseguição individual feminino   | Prata   |
| \| Richard Egington Alastair Heathcote Matthew Langridge Tom Lucy \| Acer Nethercott Alex Partridge Colin Smith Tom Stallard Josh West \| | Remo                                                              | Oito com masculino                | Prata   |
| Jonathan Glanfield Nick Rogers | Vela                                                              | 470 masculino                     | Prata   |
| Jason Kenny | Ciclismo                                                          | Velocidade masculino              | Prata   |
| Germaine Mason | Atletismo                                                         | Salto em altura masculino         | Prata   |
| Keri-Anne Payne | Natação                                                           | 10 km feminino                    | Prata   |
| David Davies | Natação                                                           | 10 km masculino                   | Prata   |
| Phillips Idowu | Atletismo                                                         | Salto triplo masculino            | Prata   |
| Heather Fell | Pentatlo moderno                                                  | Feminino                          | Prata   |
| Joanne Jackson | Natação                                                           | 400 m livre feminino              | Bronze  |
| Tina Cook Daisy Dick William Fox-Pitt Sharon Hunt Mary King                                                                               | Hipismo                                                           | CCE por equipes                   | Bronze  |
| Tina Cook | Hipismo                                                           | CCE individual                    | Bronze  |
| Anna Bebington Elise Laverick | Remo                                                              | Skiff duplo feminino              | Bronze  |
| Stephen Rowbotham Matthew Wells | Remo                                                              | Skiff duplo masculino             | Bronze  |
| Chris Newton | Ciclismo                                                          | Corrida por pontos masculino      | Bronze  |
| Steven Burke | Ciclismo                                                          | Perseguição individual masculino  | Bronze  |
| Louis Smith | Ginástica artística                                               | Cavalo com alças                  | Bronze  |
| Cassie Patten | Natação                                                           | 10 km feminino                    | Bronze  |
| Bryony Shaw | Vela                                                              | RS:X feminino                     | Bronze  |
| Tasha Danvers | Atletismo                                                         | 400 m com barreiras feminino      | Bronze  |
| Tony Jeffries | Boxe                                                              | Peso meio-pesado                  | Bronze  |
| David Price | Boxe                                                              | Peso superpesado                  | Bronze  |
| Tim Brabants | Canoagem                                                          | K-1 500 m masculino               | Bronze  |
| Sarah Stevenson | Taekwondo                                                         | Mais de 67 kg feminino            | Bronze  |
| Richard Egington Alastair Heathcote Matthew Langridge Tom Lucy                                                                            | Acer Nethercott Alex Partridge Colin Smith Tom Stallard Josh West |                                   |         |

| Richard Egington Alastair Heathcote Matthew Langridge Tom Lucy | Acer Nethercott Alex Partridge Colin Smith Tom Stallard Josh West |

## Desempenho

### Atletismo
Masculino
| Atleta                                                                          | Evento                | Elim.    | Elim. | 2ª fase     | 2ª fase     | Semifinal   | Semifinal   | Final       | Final            |
| Atleta                                                                          | Evento                | Res.     | Pos.  | Res.        | Pos.        | Res.        | Pos.        | Res.        | Pos.             |
| ------------------------------------------------------------------------------- | --------------------- | -------- | ----- | ----------- | ----------- | ----------- | ----------- | ----------- | ---------------- |
| Tyrone Edgar                                                                    | 100 m                 | 10.13    | 1 Q   | 10.10       | 3 Q         | 10.18       | 7           | Não avançou | Não avançou      |
| Craig Pickering                                                                 | 100 m                 | 10.21    | 3 Q   | 10.18       | 5           | Não avançou | Não avançou | Não avançou | Não avançou      |
| Simeon Williamson                                                               | 100 m                 | 10.42    | 3 Q   | 10.32       | 4           | Não avançou | Não avançou | Não avançou | Não avançou      |
| Marlon Devonish                                                                 | 200 m                 | 20.49    | 1 Q   | 20.43       | 4 Q         | 20.57       | 7           | Não avançou | Não avançou      |
| Christian Malcolm                                                               | 200 m                 | 20.42    | 2 Q   | 20.30       | 4 Q         | 20.25       | 4 Q         | 20.40       | 5                |
| Alex Nelson                                                                     | 200 m                 | DNS      | DNS   | Não avançou | Não avançou | Não avançou | Não avançou | Não avançou | Não avançou      |
| Martyn Rooney                                                                   | 400 m                 | 45.00    | 1 Q   |             |             | 44.60       | 2 Q         | 45.12       | 6                |
| Andrew Steele                                                                   | 400 m                 | 44.94    | 1 Q   |             |             | 45.59       | 7           | Não avançou | Não avançou      |
| Michael Rimmer                                                                  | 800 m                 | 1:47.61  | 1 Q   |             |             | 1:48.07     | 6           | Não avançou | Não avançou      |
| Andy Baddeley                                                                   | 1500 m                | 3:36.47  | 3 Q   |             |             | 3:37.47     | 3 Q         | 3:35.37     | 8                |
| Tom Lancashire                                                                  | 1500 m                | 3:43.40  | 7     |             |             | Não avançou | Não avançou | Não avançou | Não avançou      |
| Mo Farah                                                                        | 5000 m                | 13:50.95 | 6     |             |             |             |             | Não avançou | Não avançou      |
| Dan Robinson                                                                    | Maratona              |          |       |             |             |             |             | 2:16:14     | 24               |
| Allan Scott                                                                     | 110 m com barreiras   | 13.56    | 3 Q   | 13.66       | 6           | Não avançou | Não avançou | Não avançou | Não avançou      |
| Andy Turner                                                                     | 110 m com barreiras   | 13.56    | 2 Q   | 13.53       | 5           | Não avançou | Não avançou | Não avançou | Não avançou      |
| Andrew Lemoncello                                                               | 3000 m com obstáculos | 8:36.06  | 10    |             |             |             |             | Não avançou | Não avançou      |
| Martyn Bernard                                                                  | Salto em altura       | 2.29     | =6 Q  |             |             |             |             | 2.25        | 9                |
| Germaine Mason                                                                  | Salto em altura       | 2.29     | =1 Q  |             |             |             |             | 2.34        | Medalha de prata |
| Tom Parsons                                                                     | Salto em altura       | 2.25     | 12 Q  |             |             |             |             | 2.25        | 8                |
| Greg Rutherford                                                                 | Salto em distância    | 8.16     | 3 Q   |             |             |             |             | 7.84        | 10               |
| Chris Tomlinson                                                                 | Salto em distância    | 7.70     | 13    |             |             |             |             | Não avançou | Não avançou      |
| Larry Achike                                                                    | Salto triplo          | 17.18    | 7 Q   |             |             |             |             | 17.17       | 7                |
| Nathan Douglas                                                                  | Salto triplo          | 16.72    | 20    |             |             |             |             | Não avançou | Não avançou      |
| Phillips Idowu                                                                  | Salto triplo          | 17.44    | 1 Q   |             |             |             |             | 17.62       | Medalha de prata |
| Steve Lewis                                                                     | Salto com vara        | NM       | NM    |             |             |             |             | Não avançou | Não avançou      |
| Daniel Awde                                                                     | Decatlo               |          |       |             |             |             |             | 7516        | 21               |
| Marlon Devonish Tyrone Edgar Craig Pickering Simeon Williamson                  | Revezamento 4x100 m   | DSQ      | DSQ   |             |             |             |             | Não avançou | Não avançou      |
| Michael Bingham Richard Buck Dale Garland Martyn Rooney Andrew Steele Rob Tobin | Revezamento 4x400 m   | 2:59.33  | 1 Q   |             |             |             |             | 2:58.81     | 4                |

Decatlo
| Evento              | Daniel Awde | Daniel Awde | Daniel Awde |
| Evento              | Res.        | Pts.        | Pos.        |
| ------------------- | ----------- | ----------- | ----------- |
| 100 m               | 11.06       | 847         | 17          |
| Salto em distância  | 7.12        | 842         | 18          |
| Arremesso de peso   | 12.03       | 608         | 36          |
| Salto em altura     | 1.78        | 610         | 36          |
| 400 m               | 47.16       | 950         | 1           |
| 110 m com barreiras | 14.69       | 887         | 20          |
| Arremesso de disco  | 37.12       | 606         | 28          |
| Salto com vara      | 4.90        | 880         | 7           |
| Lançamento de dardo | 53.10       | 636         | 19          |
| 1500 m              | 4:44.80     | 650         | 15          |
| Total               | Total       | 7516        | 21          |

Feminino
| Montell Douglas                                                                                       | 100 m                         | 11.36      | 2 Q  | 11.38       | 4           | Não avançou | Não avançou | Não avançou | Não avançou       |             |             |
| Jeanette Kwakye                                                                                       | 100 m                         | 11.30      | 2 Q  | 11.18       | 3 Q         | 11.19       | 3 Q         | 11.14       | 6                 |             |             |
| Laura Turner                                                                                          | 100 m                         | 11.65      | 4    | Não avançou | Não avançou | Não avançou | Não avançou | Não avançou | Não avançou       |             |             |
| Emily Freeman                                                                                         | 200 m                         | 22.95      | 2 Q  | 22.95       | 3 Q         | 22.83       | 7           | Não avançou | Não avançou       |             |             |
| Lee McConnell                                                                                         | 400 m                         | 51.87      | 3 Q  |             |             | 52.11       | 6           | Não avançou | Não avançou       |             |             |
| Christine Ohuruogu                                                                                    | 400 m                         | 51.00      | 1 Q  |             |             | 50.14       | 1 Q         | 49.62       | Medalha de ouro   |             |             |
| Nicola Sanders                                                                                        | 400 m                         | 51.81      | 2 Q  |             |             | 50.71       | 4           | Não avançou | Não avançou       |             |             |
| Jennifer Meadows                                                                                      | 800 m                         | 2:00.33    | 3 Q  |             |             | 1:59.43     | 6           | Não avançou | Não avançou       |             |             |
| Marilyn Okoro                                                                                         | 800 m                         | 1:59.01    | 2 Q  |             |             | 1:59.53     | 6           | Não avançou | Não avançou       |             |             |
| Jemma Simpson                                                                                         | 800 m                         | 2:02.16    | 4    |             |             | Não avançou | Não avançou | Não avançou | Não avançou       |             |             |
| Lisa Dobriskey                                                                                        | 1500 m                        | 4:03.22    | 3 Q  |             |             |             |             | 4:02.10     | 4                 |             |             |
| Susan Scott                                                                                           | 1500 m                        | 4:14.66    | 4    |             |             |             |             | Não avançou | Não avançou       |             |             |
| Stephanie Twell                                                                                       | 1500 m                        | 4:06.68    | 6    |             |             |             |             | Não avançou | Não avançou       |             |             |
| Jo Pavey                                                                                              | 5000 m                        | DNS        | DNS  |             |             |             |             | Não avançou | Não avançou       |             |             |
| Jo Pavey                                                                                              | 10000 m                       |            |      |             |             |             |             | 31:12.30    | 12                |             |             |
| Kate Reed                                                                                             | 10000 m                       |            |      |             |             |             |             | 32:26.69    | 23                |             |             |
| Paula Radcliffe                                                                                       | Maratona                      |            |      |             |             |             |             | 2:32:38     | 23                |             |             |
| Mara Yamauchi                                                                                         | Maratona                      |            |      |             |             |             |             | 2:27:29     | 6                 |             |             |
| Liz Yelling                                                                                           | Maratona                      |            |      |             |             |             |             | 2:33:12     | 26                |             |             |
| Johanna Jackson                                                                                       | 20 km marcha atlética         |            |      |             |             |             |             | 1:31:33 NR  | 21                |             |             |
| Sarah Claxton                                                                                         | 100 m com barreiras           | 12.97      | 3 Q  |             |             | 12.84       | 4 Q         | 12.94       | 8                 |             |             |
| Tasha Danvers                                                                                         | 400 m com barreiras           | 55.19      | 1 Q  |             |             | 54.31       | 2 Q         | 53.84       | Medalha de bronze |             |             |
| Helen Clitheroe                                                                                       | 3000 m com obstáculos         | 9:29.14 NR | 6    |             |             |             |             | Não avançou | Não avançou       | Não avançou | Não avançou |
| Barbara Parker                                                                                        | 3000 m com obstáculos         | 9:51.93    | 12   |             |             |             |             | Não avançou | Não avançou       | Não avançou | Não avançou |
| Jade Johnson                                                                                          | Salto em distância feminino   | 6.61       | 11 Q |             |             |             |             | 6.64        | 7                 |             |             |
| Kate Dennison                                                                                         | Salto com vara feminino       | 4.40       | 7    |             |             |             |             | Não avançou | Não avançou       |             |             |
| Philippa Roles                                                                                        | Arremesso de disco feminino   | 57.44      | 16   |             |             |             |             | Não avançou | Não avançou       |             |             |
| Zoe Derham                                                                                            | Arremesso de martelo feminino | 64.74      | 35   |             |             |             |             | Não avançou | Não avançou       |             |             |
| Goldie Sayers                                                                                         | Lançamento de dardo           | 62.99      | 5 Q  |             |             |             |             | 65.75 NR    | 4                 |             |             |
| Julie Hollman                                                                                         | Heptatlo                      |            |      |             |             |             |             | 5729        | 32 31*            |             |             |
| Kelly Sotherton                                                                                       | Heptatlo                      |            |      |             |             |             |             | 6517        | 5 4*              |             |             |
| Emma Ania Montell Douglas Emily Freeman Jeanette Kwakye Ashlee Nelson Anyika Onuora Laura Turner      | Revezamento 4x100 m           | 43.02      | 2 Q  |             |             |             |             | DNF         | DNF               |             |             |
| Vicki Barr Donna Fraser Lee McConnell Christine Ohuruogu Marilyn Okoro Nicola Sanders Kelly Sotherton | Revezamento 4x100 m           | 3:25.48    | 3 Q  |             |             |             |             | 3:22.68     | 5                 |             |             |

Heptatlo
| Evento              | Julie Hollman | Julie Hollman | Julie Hollman | Kelly Sotherton | Kelly Sotherton | Kelly Sotherton |
| Evento              | Res.          | Pts.          | Pos.          | Res.            | Pts.            | Pos.            |
| ------------------- | ------------- | ------------- | ------------- | --------------- | --------------- | --------------- |
| 100 m com barreiras | 14.43         | 918           | 37            | 13.18           | 1097            | 4               |
| Salto em altura     | 1.77          | 941           | 14            | 1.83            | 1016            | 6               |
| Arremesso de peso   | 12.45         | 691           | 32            | 13.87           | 785             | 14              |
| 200 m               | 25.41         | 850           | 33            | 23.39           | 1040            | 2               |
| Salto em distância  | 6.13          | 890           | 15            | 6.33            | 953             | 9               |
| Lançamento de dardo | 39.08         | 650           | 12            | 37.66           | 622             | 15              |
| 800 m               | 2:22.54       | 789           | 7             | 2:07.34         | 1004            | 2               |
| Total               | 5729          | 5729          | 31            | 6517            | 6517            | 4               |

### Badminton
| Atleta                      | Evento            | Fase de 64                     | Fase de 32                       | Fase de 16                        | Quartas de final          | Semifinais             | Final                  | Final       |
| Atleta                      | Evento            | Adversário e resultado         | Adversário e resultado           | Adversário e resultado            | Adversário e resultado    | Adversário e resultado | Adversário e resultado | Pos.        |
| --------------------------- | ----------------- | ------------------------------ | -------------------------------- | --------------------------------- | ------------------------- | ---------------------- | ---------------------- | ----------- |
| Andrew Smith                | Simples masculino | CZE Koukal V 10-21 21-12 21-15 | GER Zwiebler D 16-21 21-13 21-17 | Não avançou                       | Não avançou               | Não avançou            | Não avançou            | Não avançou |
| Tracey Hallam               | Simples feminino  | HKG Yip V 21–15 21C–17         | CZE Ludíková V 21–18 21–13       | GER Huaiwen D 7–21 10–21          | Não avançou               | Não avançou            | Não avançou            | Não avançou |
| Gail Emms Donna Kellogg     | Duplas femininas  |                                |                                  | TPE Chien/Cheng D 19–21 13–21     | Não avançou               | Não avançou            | Não avançou            | Não avançou |
| Anthony Clark Donna Kellogg | Duplas mistas     |                                |                                  | CHN He/Yu D 15–21 8–21            | Não avançou               | Não avançou            | Não avançou            | Não avançou |
| Gail Emms Nathan Robertson  | Duplas mistas     |                                |                                  | CHN Zheng/Gao V 21–16 16–21 21–19 | KOR Lee/Lee D 19–21 12–21 | Não avançou            | Não avançou            | Não avançou |

### Boxe
| Atleta             | Evento             | Fase de 32              | Fase de 16                | Quartas de final        | Semifinais                   | Final                  | Final             |
| Atleta             | Evento             | Adversário e resultado  | Adversário e resultado    | Adversário e resultado  | Adversário e resultado       | Adversário e resultado | Pos.              |
| ------------------ | ------------------ | ----------------------- | ------------------------- | ----------------------- | ---------------------------- | ---------------------- | ----------------- |
| Khalid Yafai       | Mosca              |                         | CUB Laffita D 3–9         | Não avançou             | Não avançou                  | Não avançou            | Não avançou       |
| Joe Murray         | Galo               | CHN Yu D 7–17           | Não avançou               | Não avançou             | Não avançou                  | Não avançou            | Não avançou       |
| Frankie Gavin      | Leve               | DSQ                     | DSQ                       | DSQ                     | DSQ                          | DSQ                    | DSQ               |
| Bradley Saunders   | Meio-médio-ligeiro | GHA Neequaye V 4–2 (KO) | FRA Vastine D 7–11        | Não avançou             | Não avançou                  | Não avançou            | Não avançou       |
| Billy Joe Saunders | Meio-médio         | TUR Kilicci V 14–3      | CUB Banteaux D 6–13       | Não avançou             | Não avançou                  | Não avançou            | Não avançou       |
| James DeGale       | Mmédio             | EGY Hikal V 13–4        | USA Estrada V 11–5        | KAZ Artayev V 8–3       | IRL Sutherland V 10–3        | CUB Bayeaux V 16–14    | Medalha de ouro   |
| Tony Jeffries      | Meio-pesado        | Bye                     | COL Alvarez V 5–5 (PTS)   | HUN Szello V 10–2       | IRL Egan D 3–10              | Não avançou            | Medalha de bronze |
| David Price        | Superpesado        |                         | RUS Timurziev V 2–2 (RSC) | LTU Jakšto V 3–1 (RSCI) | ITA Cammarelle D 1–11 (RSCH) | Não avançou            | Medalha de bronze |

### Canoagem Slalom
| Atleta         | Evento        | Preliminar | Preliminar | Preliminar | Preliminar | Preliminar | Preliminar | Semifinal   | Semifinal   | Final       | Final       | Total       | Pos.             |
| Atleta         | Evento        | Descida 1  | Pos.       | Descida 2  | Pos.       | Total      | Pos.       | Tempo       | Pos.        | Tempo       | Pos.        | Total       | Pos.             |
| -------------- | ------------- | ---------- | ---------- | ---------- | ---------- | ---------- | ---------- | ----------- | ----------- | ----------- | ----------- | ----------- | ---------------- |
| David Florence | C-1 masculino | 89.47      | 7          | 82.16      | 1          | 171.63     | 3 Q        | 90.46       | 4 Q         | 89.43       | 2           | 178.61      | Medalha de prata |
| Fiona Pennie   | K-1 feminino  | 160.06     | 19         | 99.00      | 7          | 259.06     | 17         | Não avançou | Não avançou | Não avançou | Não avançou | Não avançou | Não avançou      |
| Campbell Walsh | K-1 masculino | 86.72      | 14         | 85.72      | 8          | 172.44     | 9 Q        | 95.74       | 16          | Não avançou | Não avançou | Não avançou | Não avançou      |

### Canoagem Velocidade
| Atleta                       | Evento               | Elims.   | Elims. | Semifinais  | Semifinais  | Final       | Final             |
| Atleta                       | Evento               | Tempo    | Pos.   | Tempo       | Pos.        | Tempo       | Pos.              |
| ---------------------------- | -------------------- | -------- | ------ | ----------- | ----------- | ----------- | ----------------- |
| Tim Brabants                 | K-1 500 m masculino  | 1:36.338 | 1 Q    | 1:42.530    | 3 Q         | 1:37.671    | Medalha de bronze |
| Tim Brabants                 | K-1 1000 m masculino | 3:27.828 | 1 Q    |             |             | 3:26.323    | Medalha de ouro   |
| Lucy Wainwright              | K-1 500 m feminino   | 1:50.103 | 3 Q    | 1:52.580    | 2 Q         | 1:53.102    | 7                 |
| Anna Hemmings Jessica Walker | K-2 500 m feminino   | 1:47.435 | 9      | Não avançou | Não avançou | Não avançou | Não avançou       |

### Ciclismo BMX
| Atleta        | Evento    | TT     | TT   | Quartas-de-final | Quartas-de-final | Semifinal   | Semifinal   | Final       | Final       |
| Atleta        | Evento    | Res.   | Pos. | Res.             | Pos.             | Res.        | Pos.        | Res.        | Pos.        |
| ------------- | --------- | ------ | ---- | ---------------- | ---------------- | ----------- | ----------- | ----------- | ----------- |
| Liam Phillips | Masculino | 37.392 | 28   | 18               | 7                | Não avançou | Não avançou | Não avançou | Não avançou |
| Shanaze Reade | Feminino  | 36.882 | 2    |                  |                  | 10          | 5           | DNF         | 8           |

### Ciclismo Estrada
| Atleta          | Evento                             | Tempo      | Pos.             |
| --------------- | ---------------------------------- | ---------- | ---------------- |
| Jonathan Bellis | Corrida em estrada masculina       | DNF        | DNF              |
| Steve Cummings  | Corrida em estrada masculina       | DNF        | DNF              |
| Steve Cummings  | Estrada contra o relógio masculino | 1:05:07.91 | 11               |
| Roger Hammond   | Corrida em estrada masculina       | DNF        | DNF              |
| Ben Swift       | Corrida em estrada masculina       | DNF        | DNF              |
| Nicole Cooke    | Corrida em estrada feminina        | 3:32.24    | Medalha de ouro  |
| Nicole Cooke    | Estrada contra o relógio feminino  | 37:14.25   | 15               |
| Sharon Laws     | Corrida em estrada feminina        | 3:33.17    | 35               |
| Emma Pooley     | Corrida em estrada feminina        | 3:32.55    | 23               |
| Emma Pooley     | Estrada contra o relógio feminino  | 35:16.01   | Medalha de prata |

### Ciclismo Mountain Bike
| Atleta          | Evento    | Tempo   | Pos. |
| --------------- | --------- | ------- | ---- |
| Oli Beckingsale | Masculino | 2:01:25 | 12   |
| Liam Killeen    | Masculino | 2:00:14 | 7    |

### Ciclismo Pista
Velocidade
| Atleta                            | Evento               | Qual.                   | Qual. | 1/16 de final (repescagem)         | 1/8 de final (repescagem)          | Quartas de final                   | Semifinais                         | Finais                             | Finais           |
| Atleta                            | Evento               | Tempo Velocidade (km/h) | Pos.  | Adversário Tempo Velocidade (km/h) | Adversário Tempo Velocidade (km/h) | Adversário Tempo Velocidade (km/h) | Adversário Tempo Velocidade (km/h) | Adversário Tempo Velocidade (km/h) | Pos.             |
| --------------------------------- | -------------------- | ----------------------- | ----- | ---------------------------------- | ---------------------------------- | ---------------------------------- | ---------------------------------- | ---------------------------------- | ---------------- |
| Chris Hoy                         | Individual masculino | 9.815 OR 73.357         | 1 Q   | RUS Dmitriev V 10.607 67.879       | JPN Watanabe V 10.636 67.694       | MAS Awang V 10.820, V 10.302       | FRA Bourgain V 10.260, V 10.358    | GBR Kenny V 12.228, V 10.216       | Medalha de ouro  |
| Jason Kenny                       | Individual masculino | 9.857 73.044            | 2 Q   | POL Kwiatowski V 10.672 67.466     | MAS Awang V 10.531 68.369          | FRA Sireau V 10.546, V 10.595      | GER Levy V 10.594, V 10.335        | GBR Hoy D, D                       | Medalha de prata |
| Victoria Pendleton                | Individual feminino  | 10.963 OR 65.675        | 1 Q   |                                    | JPN Tsukuda V 11.736 61.349        | LTU Krupeckaite V 11.839, V 11.672 | NED Kanis V 11.537, V 11.885       | AUS Mears V 11.363, V 11.118       | Medalha de ouro  |
| Chris Hoy Jason Kenny Jamie Staff | Equipes masculinas   | 42.950 62.863           | 1 Q   |                                    |                                    | USA Estados Unidos V 43.034 62.741 |                                    | FRA França V 43.128 62.604         | Medalha de ouro  |

Perseguição
| Atleta                                                | Evento                            | Qual.       | Qual. | 1ª fase                 | 1ª fase | Finais                                | Finais            |
| Atleta                                                | Evento                            | Tempo       | Pos.  | Adversário Tempo        | Pos.    | Adversário Tempo                      | Pos.              |
| ----------------------------------------------------- | --------------------------------- | ----------- | ----- | ----------------------- | ------- | ------------------------------------- | ----------------- |
| Wendy Houvenaghel                                     | Perseguição individual feminino   | 3:28.443 NR | 1 Q   | CZE Kozlikova 3:27.829  | 2 Q     | GBR Romero 3:30.395                   | Medalha de prata  |
| Rebecca Romero                                        | Perseguição individual feminino   | 3:28.641    | 2 Q   | AUS Mactier 3:27.703 NR | 1 Q     | GBR Houvenaghel 3:28.321              | Medalha de ouro   |
| Bradley Wiggins                                       | Perseguição individual masculino  | 4:15.031 OR | 1 Q   | RUS Serov 4:16.571      | 1 Q     | NZL Roulston 4:16.977                 | Medalha de ouro   |
| Steven Burke                                          | Perseguição individual masculino  | 4:22.260    | 5 Q   | UKR Dyudya 4:21.558     | 3 Q     | Decisão do bronze RUS Markov 4:20.947 | Medalha de bronze |
| Ed Clancy Paul Manning Geraint Thomas Bradley Wiggins | Perseguição por equipes masculino | 3:57.101    | 1 Q   | RUS Rússia 3:55.202 WR  | 1 Q     | DEN Dinamarca 3:53.314 WR             | Medalha de ouro   |

Keirin
| Atleta     | Evento    | 1ª fase | Repescagem | 2ª fase | Finais           |
| Atleta     | Evento    | Pos.    | Pos.       | Pos.    | Pos.             |
| ---------- | --------- | ------- | ---------- | ------- | ---------------- |
| Ross Edgar | Masculino | 1 Q     |            | 1 Q     | Medalha de prata |
| Chris Hoy  | Masculino | 1 Q     |            | 1 Q     | Medalha de ouro  |

Corridas por pontos
| Atleta                         | Evento                       | Pts. | Pos.              |
| ------------------------------ | ---------------------------- | ---- | ----------------- |
| Chris Newton                   | Corrida por pontos masculino | 56   | Medalha de bronze |
| Rebecca Romero                 | Corrida por pontos feminino  | 3    | 11                |
| Mark Cavendish Bradley Wiggins | Madison masculino            | 6    | 9                 |

### Esgrima
| Atleta              | Evento                       | Fase de 64             | Fase de 32             | Fase de 16             | Quartas de final       | Semifinais             | Final                  |
| Atleta              | Evento                       | Adversário e resultado | Adversário e resultado | Adversário e resultado | Adversário e resultado | Adversário e resultado | Adversário e resultado |
| ------------------- | ---------------------------- | ---------------------- | ---------------------- | ---------------------- | ---------------------- | ---------------------- | ---------------------- |
| Martina Emanuel     | Florete individual feminino  | USA Smart D 7–15       | Não avançou            | Não avançou            | Não avançou            | Não avançou            | Não avançou            |
| Richard Kruse       | Florete individual masculino |                        | ROU Saliscan V 15–6    | GER Joppich D 9–10     | Não avançou            | Não avançou            | Não avançou            |
| Alexander O'Connell | Sabre individual masculino   | RUS Kovalev D 14–15    | Não avançou            | Não avançou            | Não avançou            | Não avançou            | Não avançou            |

### Ginástica artística
Masculino
| Atleta          | Evento           | Aparelho | Aparelho | Aparelho | Aparelho | Aparelho | Aparelho | Qualificatória | Qualificatória | Final       | Final             |
| Atleta          | Evento           | FX       | PH       | SR       | VT       | PB       | HB       | Total          | Pos.           | Total       | Pos.              |
| --------------- | ---------------- | -------- | -------- | -------- | -------- | -------- | -------- | -------------- | -------------- | ----------- | ----------------- |
| Daniel Keatings | Individual Geral | 14.900   | 15.175   | 13.775   | 15.625   | 14.900   | 14.575   | 88.950         | 25 Q           | 89.000      | 20                |
| Louis Smith     | Individual Geral | 13.700   | 15.325   | 13.325   | 15.375   | 13.425   | 14.175   | 85.325         | 41             | Não avançou | Não avançou       |
| Louis Smith     | Cavalo com alças |          | 15.325   |          |          |          |          | 15.325         | 5 Q            | 15.725      | Medalha de bronze |

Feminino
| Atleta                                                                          | Evento              | Aparelho | Aparelho | Aparelho | Aparelho | Qualificatória | Qualificatória | Final       | Final       |
| Atleta                                                                          | Evento              | FX       | VT       | UB       | BB       | Total          | Pos.           | Total       | Pos.        |
| ------------------------------------------------------------------------------- | ------------------- | -------- | -------- | -------- | -------- | -------------- | -------------- | ----------- | ----------- |
| Imogen Cairns                                                                   | Individual Geral    | 14.8550  | 14.850   | 13.475   | 14.175   | 57.050         | 33             | Não avançou | Não avançou |
| Becky Downie                                                                    | Individual Geral    | 14.150   | 15.050   | 14.650   | 14.225   | 58.075         | 24 Q           | 59.450      | 12          |
| Marissa King                                                                    | Individual Geral    | 13.750   | 14.875   | 13.475   | 14.325   | 56.425         | 42             | Não avançou | Não avançou |
| Beth Tweddle                                                                    | Individual Geral    | 14.950   | -        | 15.650   | -        | 30.600         | 81             | Não avançou | Não avançou |
| Beth Tweddle                                                                    | Barras assimétricas |          |          | 15.650   |          | 15.650         | 8 Q            | 16.625      | 4           |
| Hannah Whelan                                                                   | Individual Geral    | 14.125   | 13.500   | -        | 14.325   | 41.950         | 78             | Não avançou | Não avançou |
| Rebecca Wing                                                                    | Individual Geral    | -        | 14.550   | 14.575   | 14.575   | 43.225         | 73             | Não avançou | Não avançou |
| Imogen Cairns Becky Downie Marissa King Beth Tweddle Hannah Whelan Rebecca Wing | Equipes femininas   | 57.775   | 59.325   | 57.875   | 57.450   | 232.425        | 9              | Não avançou | Não avançou |

### Ginástica de trampolim
| Atleta        | Evento   | Qual.  | Qual. | Final       | Final       |
| Atleta        | Evento   | Escore | Pos.  | Escore      | Pos.        |
| ------------- | -------- | ------ | ----- | ----------- | ----------- |
| Claire Wright | Feminino | 63.10  | 10    | Não avançou | Não avançou |

### Halterofilismo
| Atleta          | Evento          | Arranque | Arranque | Arremesso | Arremesso | Total | Pos. |
| Atleta          | Evento          | Res.     | Pos.     | Res.      | Pos.      | Total | Pos. |
| --------------- | --------------- | -------- | -------- | --------- | --------- | ----- | ---- |
| Michaela Breeze | -63 kg feminino | 85       | 15       | 100       | 15        | 185   | 15   |

### Hipismo
Adestramento
| Atleta                                        | Cavalo                             | Evento     | Qual. Fase 1 | Qual. Fase 1 | Qual. Fase 2 | Qual. Fase 2 | Final       | Final       | Total       | Total |
| Atleta                                        | Cavalo                             | Evento     | Escore       | Pos.         | Escore       | Pos.         | Escore      | Pos.        | Escore      | Pos.  |
| --------------------------------------------- | ---------------------------------- | ---------- | ------------ | ------------ | ------------ | ------------ | ----------- | ----------- | ----------- | ----- |
| Laura Bechtolsheimer                          | Mistral Hojris                     | Individual | 65.917       | 24 Q         | 67.160       | 18           | Não avançou | Não avançou | 67.160      | 18    |
| Jane Gregory                                  | Lucky Star                         | Individual | 63.375       | 31           | Não avançou  | Não avançou  | Não avançou | Não avançou | Não avançou | 31    |
| Emma Hindle                                   | Lancet 2                           | Individual | 71.125       | 4 Q          | 70.440       | 9 Q          | 74.250      | 6           | 72.345      | 7     |
| Laura Bechtolsheimer Jane Gregory Emma Hindle | Mistral Hojris Lucky Star Lancet 2 | Equipes    | 66.805       | 6            |              |              |             |             | 66.805      | 6     |

CCE
| Atleta                                                      | Cavalo                                                                  | Evento     | Adestramento | Adestramento | Cross-country | Cross-country | Saltos | Saltos | Saltos      | Saltos      | Total  | Total             |
| Atleta                                                      | Cavalo                                                                  | Evento     | Adestramento | Adestramento | Cross-country | Cross-country | Qual.  | Qual.  | Final       | Final       | Total  | Total             |
| Atleta                                                      | Cavalo                                                                  | Evento     | Pen.         | Pos.         | Pen.          | Pos.          | Pen.   | Pos.   | Pen.        | Pos.        | Pen.   | Pos.              |
| ----------------------------------------------------------- | ----------------------------------------------------------------------- | ---------- | ------------ | ------------ | ------------- | ------------- | ------ | ------ | ----------- | ----------- | ------ | ----------------- |
| Tina Cook                                                   | Miners Frolic                                                           | Individual | 40.20        | 13           | 17.20         | 10            | -      | 6 Q    | -           | 3           | 57.40  | Medalha de bronze |
| Daisy Dick                                                  | Spring Along                                                            | Individual | 51.70        | 37           | 17.20         | 24            | 11     | 24     | Não avançou | Não avançou | 79.90  | 24                |
| William Fox-Pitt                                            | Parkmore Ed                                                             | Individual | 50.20        | 34           | 10.00         | 14            | 4      | 14 Q   | 4           | 12          | 68.20  | 12                |
| Sharon Hunt                                                 | Tankers Town                                                            | Individual | 43.50        | 18           | 27.60         | 38            | 4      | 35     | Não avançou | Não avançou | 95.90  | 35                |
| Mary King                                                   | Call Again Cavalier                                                     | Individual | 38.10        | 9            | 18.00         | 5             | 8      | 13 Q   | 4           | 11          | 68.10  | 11                |
| Tina Cook Daisy Dick William Fox-Pitt Sharon Hunt Mary King | Miners Frolic Spring Along Parkmore Ed Tankers Town Call Again Cavalier | Equipes    | 121.80       | 4            | 51.90         | 3             |        |        | 12          | 3           | 185.70 | Medalha de bronze |

Saltos
| Atleta           | Cavalo               | Evento     | Qual. Fase 1 | Qual. Fase 1 | Qual. Fase 2 | Qual. Fase 2 | Qual. Fase 2 | Qual. Fase 3 | Qual. Fase 3 | Qual. Fase 3 | Final  | Final  | Final       | Final       | Final       | Final       |
| Atleta           | Cavalo               | Evento     | Qual. Fase 1 | Qual. Fase 1 | Qual. Fase 2 | Qual. Fase 2 | Qual. Fase 2 | Qual. Fase 3 | Qual. Fase 3 | Qual. Fase 3 | Fase A | Fase A | Fase B      | Fase B      | Total       | Total       |
| Atleta           | Cavalo               | Evento     | Pen.         | Pos.         | Pen.         | Total        | Pos.         | Pen.         | Total        | Pos.         | Pen.   | Pos.   | Pen.        | Pos.        | Pen.        | Pos.        |
| ---------------- | -------------------- | ---------- | ------------ | ------------ | ------------ | ------------ | ------------ | ------------ | ------------ | ------------ | ------ | ------ | ----------- | ----------- | ----------- | ----------- |
| Ben Maher        | Rolette              | Individual | 1            | =14          | 4            | 5            | =13          | 0            | 5            | 6 Q          | 0      | =1 Q   | 20          | =20         | 20          | =20         |
| Nick Skelton     | Russel               | Individual | 1            | =14          | 8            | 9            | =22          | 13           | 22           | =31 Q        | 12     | 29     | Não avançou | Não avançou | Não avançou | Não avançou |
| Tim Stockdale    | Fresh Direct Corlato | Individual | 4            | =30          | 4            | 8            | =16          | 8            | 16           | =18 Q        | 0      | =1 Q   | 16          | =17         | 16          | =16         |
| John Whitaker    | Peppermill           | Individual | 5            | =39          | DNF          | DNF          | DNF          | DNF          | DNF          | DNF          | DNF    | DNF    | DNF         | DNF         | DNF         | DNF         |
| Michael Whitaker | Suncal Portofino 63  | Individual | DNS          | DNS          | DNS          | DNS          | DNS          | DNS          | DNS          | DNS          | DNS    | DNS    | DNS         | DNS         | DNS         | DNS         |

| Atleta                                             | Cavalo                                         | Evento  | Qualificatória | Qualificatória | Final  | Final  | Final  | Final  | Final | Final |
| Atleta                                             | Cavalo                                         | Evento  | Qualificatória | Qualificatória | Fase 1 | Fase 1 | Fase 2 | Fase 2 | Total | Total |
| Atleta                                             | Cavalo                                         | Evento  | Pen.           | Pos.           | Pen.   | Pos.   | Pen.   | Pos.   | Pen.  | Pos.  |
| -------------------------------------------------- | ---------------------------------------------- | ------- | -------------- | -------------- | ------ | ------ | ------ | ------ | ----- | ----- |
| Ben Maher Nick Skelton Tim Stockdale John Whitaker | Rolette Russel Fresh Direct Corlato Peppermill | Equipes | 6              | =6 Q           | 16     | =4     | 21     | 7      | 21    | 5     |

### Hóquei sobre a grama
Masculino
| Equipe | Fase de grupos                                                                                           | Fase de grupos | Segunda fase                                | Final                  | Pos. |
| Equipe | Adversário e resultado                                                                                   | Pos.           | Adversário e resultado                      | Adversário e resultado | Pos. |
| --- | --- | -------------- | ------------------------------------------- | ---------------------- | ---- |
| Alistair McGregor Glenn Kirkham Richard Alexander Richard Mantell Ashley Jackson Simon Mantell Stephen Dick Matt Daly Jonty Clarke Rob Moore Ben Hawes Alastair Wilson Barry Middleton James Tindall Jon Bleby Ben Marsden | PAK Paquistão V 4-2 NED Países Baixos D 0-1 RSA África do Sul V 2-0 CAN Canadá E 1-1 AUS Austrália E 3-3 | 3º (gr. B)     | Decisão do 5º lugar KOR Coreia do Sul V 5-2 | Não avançou            | 5º   |

Feminino
| Equipe | Fase de grupos                                                                                          | Fase de grupos | Segunda fase                            | Final                  | Pos. |
| Equipe | Adversário e resultado                                                                                  | Pos.           | Adversário e resultado                  | Adversário e resultado | Pos. |
| --- | --- | -------------- | --------------------------------------- | ---------------------- | ---- |
| Beth Storry Lisa Wooding Anne Panter Crista Cullen Melanie Clewlow Charlotte Craddock Helen Richardson Joanne Catherine Ellis Lucilla Wright Kate Walsh Chloe Rogers Rachel Walker Alex Danson Sarah Thomas Laura Bartlett Jo Ellis | GER Alemanha D 1-5 ARG Argentina E 2-2 NZL Nova Zelândia V 2-1 JPN Japão V 2-1 USA Estados Unidos E 0-0 | 3º (gr. B)     | Decisão do 5º lugar AUS Austrália D 0-2 | Não avançou            | 6º   |

### Judô
| Atleta          | Evento            | Fase de 32                   | Oitavas de final           | Quartas de final        | Semifinais             | Repescagem 1ª fase       | Repescagem Quartas de final | Repescagem Semifinais    | Final                  |
| Atleta          | Evento            | Adversário e resultado       | Adversário e resultado     | Adversário e resultado  | Adversário e resultado | Adversário e resultado   | Adversário e resultado      | Adversário e resultado   | Adversário e resultado |
| --------------- | ----------------- | ---------------------------- | -------------------------- | ----------------------- | ---------------------- | ------------------------ | --------------------------- | ------------------------ | ---------------------- |
| Craig Fallon    | -60 kg masculino  | MON Siccardi V 1010–0000     | AUT Paischer D 00021–00011 | Não avançou             | Não avançou            | MAR Ahamdi V 00110–00001 | PRK Kyong V 01001–00010     | ISR Yekutiel D 0101–0200 | Não avançou            |
| Euan Burton     | -81 kg masculino  | ARG Lucenti V 0010–0001      | MAR Attaf V 0010–0001      | UKR Gontiuk D 0010–0121 | Não avançou            |                          | COL Valles V 0110–0001      | BRA Camilo D 0010–0100   | Não avançou            |
| Winston Gordon  | -90 kg masculino  | UZB Nabiev D 0020–0100       | Não avançou                | Não avançou             | Não avançou            | Não avançou              | Não avançou                 | Não avançou              | Não avançou            |
| Peter Cousins   | -100 kg masculino | GEO Zhorzholiani D 0000–0010 | Não avançou                | Não avançou             | Não avançou            | Não avançou              | Não avançou                 | Não avançou              | Não avançou            |
| Sarah Clark     | -63 kg feminino   | AUT Heill D 0100–1011        | Não avançou                | Não avançou             | Não avançou            | Não avançou              | Não avançou                 | Não avançou              | Não avançou            |
| Michelle Rogers | -78 kg feminino   | Bye                          | KOR Gyeongmi D 0000–0001   | Não avançou             | Não avançou            | Não avançou              | Não avançou                 | Não avançou              | Não avançou            |
| Karina Bryant   | +78 kg feminino   | Bye                          | MEX Zambotti D 0001–0021   | Não avançou             | Não avançou            | Não avançou              | Não avançou                 | Não avançou              | Não avançou            |

### Nado sincronizado
| Atleta                       | Evento | Rotina técnica | Rotina técnica | Rotina livre (preliminar) | Rotina livre (preliminar) | Rotina livre (preliminar) | Rotina livre (preliminar) | Rotina livre (final) | Rotina livre (final) | Rotina livre (final) | Rotina livre (final) |
| Atleta                       | Evento | Pts.           | Pos.           | Pts.                      | Pos.                      | Total                     | Pos.                      | Pts.                 | Pos.                 | Total                | Pos.                 |
| ---------------------------- | ------ | -------------- | -------------- | ------------------------- | ------------------------- | ------------------------- | ------------------------- | -------------------- | -------------------- | -------------------- | -------------------- |
| Olivia Allison Jenna Randall | Dueto  | 43.917         | 14             | 44.667                    | 13                        | 88.584                    | 14                        | Não avançou          | Não avançou          | Não avançou          | Não avançou          |

### Natação
| Atleta                                                                                              | Evento                    | Elim.      | Elim. | Semifinal   | Semifinal   | Final       | Final             |
| Atleta                                                                                              | Evento                    | Tempo      | Pos.  | Tempo       | Pos.        | Tempo       | Pos.              |
| --------------------------------------------------------------------------------------------------- | ------------------------- | ---------- | ----- | ----------- | ----------- | ----------- | ----------------- |
| David Carry                                                                                         | 400 m livre masculino     | 3:47.17 NR | 15    |             |             | Não avançou | Não avançou       |
| Richard Charlesworth                                                                                | 1500 m livre masculino    | 15:17.27   | 25    |             |             | Não avançou | Não avançou       |
| Chris Cook                                                                                          | 100 m peito masculino     | 1:00.70    | 15 Q  | 1:00.81     | 15          | Não avançou | Não avançou       |
| Todd Cooper                                                                                         | 100 m borboleta masculino | 52.52      | 29    | Não avançou | Não avançou | Não avançou | Não avançou       |
| Euan Dale                                                                                           | 400 m medley masculino    | 4:18.60    | 19    |             |             | Não avançou | Não avançou       |
| Ross Davenport                                                                                      | 200 m livre masculino     | 1:47.13    | 11 Q  | 1:47.35     | 10          | Não avançou | Não avançou       |
| David Davies                                                                                        | 1500 m livre masculino    | 14:46.11   | 5 Q   |             |             | 14:52.11    | 6                 |
| David Davies                                                                                        | 10 km masculino           |            |       |             |             | 1:51:53.1   | Medalha de prata  |
| Mark Foster                                                                                         | 50 m livre masculino      | 22.35      | 23    | Não avançou | Não avançou | Não avançou | Não avançou       |
| Kristopher Gilchrist                                                                                | 100 m peito masculino     | 1:01.34    | 27    | Não avançou | Não avançou | Não avançou | Não avançou       |
| Kristopher Gilchrist                                                                                | 200 m peito masculino     | 2:11.13    | 15 Q  | 2:10.27 NR  | 13          | Não avançou | Não avançou       |
| James Goddard                                                                                       | 200 m medley masculino    | 1:59.74    | 13 Q  | 1:58.63     | 6 Q         | 1:59.24     | 6                 |
| Thomas Haffield                                                                                     | 400 m medley masculino    | 4:16.72    | 17    |             |             | Não avançou | Não avançou       |
| James Kirton                                                                                        | 200 m peito masculino     | 2:15.25    | 37    | Não avançou | Não avançou | Não avançou | Não avançou       |
| Dean Milwain                                                                                        | 400 m livre masculino     | 3:48.77    | 21    |             |             | Não avançou | Não avançou       |
| Robert Renwick                                                                                      | 200 m livre masculino     | 1.47.82    | 17 Q  | 1.47.07     | 8 Q         | 1:47.47     | 8                 |
| Michael Rock                                                                                        | 100 m borboleta masculino | 52.48      | 27    | Não avançou | Não avançou | Não avançou | Não avançou       |
| Michael Rock                                                                                        | 200 m borboleta masculino | 1:55.55    | 9 Q   | 1:55.90     | 12          | Não avançou | Não avançou       |
| Gregor Tait                                                                                         | 100 m costas masculino    | 54.62      | 16 Q  | 54.37       | 12          | Não avançou | Não avançou       |
| Gregor Tait                                                                                         | 200 m costas masculino    | 1:57.03    | 5 Q   | 1:56.72     | 6 Q         | 1:57.00     | 8                 |
| Liam Tancock                                                                                        | 100 m costas masculino    | 53.85      | 6 Q   | 53.61       | 6 Q         | 53.39 NR    | 6                 |
| Liam Tancock                                                                                        | 200 m medley masculino    | 1:59.79    | 14 Q  | 1:59.42     | 7 Q         | 2:00.76     | 8                 |
| Adam Brown Simon Burnett Ross Davenport Ben Hockin                                                  | 4x100 m livre masculino   | 3:13.69 NR | 8 Q   |             |             | 3:12.87 NR  | 8                 |
| David Carry Ross Davenport Ben Hockin Andrew Hunter Robert Renwick                                  | 4x200 m livre masculino   | 7:07.89 NR | 4 Q   |             |             | 7:05.92 NR  | 6                 |
| Simon Burnett Christopher Cook Michael Rock Liam Tancock                                            | 4x100 m medley masculino  | 3:33.83 NR | 5 Q   |             |             | 3:33.69 NR  | 6                 |
| Rebecca Adlington                                                                                   | 400 m livre feminino      | 4:02.24 CR | 2 Q   |             |             | 4:03.22     | Medalha de ouro   |
| Rebecca Adlington                                                                                   | 800 m livre feminino      | 8:18.08 OR | 1 Q   |             |             | 8:14.10 WR  |                   |
| Kirsty Balfour                                                                                      | 100 m peito feminino      | 1:08.30    | 14 Q  | 1:09.23     | 15          | Não avançou | Não avançou       |
| Kirsty Balfour                                                                                      | 200 m peito feminino      | 2:27.87    | 18    | Não avançou | Não avançou | Não avançou | Não avançou       |
| Ellen Gandy                                                                                         | 200 m borboleta feminino  | 2:08.98    | 15 Q  | 2:10.60     | 15          | Não avançou | Não avançou       |
| Francesca Halsall                                                                                   | 50 m livre feminino       | 24.93      | 8 Q   | 24.80       | 7           | Não avançou | Não avançou       |
| Francesca Halsall                                                                                   | 100 m livre feminino      | 53.93      | 5 Q   | 53.94       | 5 Q         | 54.29       | 8                 |
| Francesca Halsall                                                                                   | 100 m borboleta feminino  | 58.70      | 21    | Não avançou | Não avançou | Não avançou | Não avançou       |
| Kate Haywood                                                                                        | 100 m peito feminino      | 1:08.18    | 11 Q  | 1:08.36     | 11          | Não avançou | Não avançou       |
| Joanne Jackson                                                                                      | 200 m livre feminino      | 1:58.00    | 14 Q  | 1:58.70     | 14          | Não avançou | Não avançou       |
| Joanne Jackson                                                                                      | 400 m livre feminino      | 4.03.80    | 4 Q   |             |             | 4:03.52     | Medalha de bronze |
| Jemma Lowe                                                                                          | 100 m borboleta feminino  | 58.49      | 16 Q  | 57.78 =NR   | 6 Q         | 58.06       | 6                 |
| Jemma Lowe                                                                                          | 200 m borboleta feminino  | 2:08.07    | 10 Q  | 2:07.87     | 9           | Não avançou | Não avançou       |
| Caitlin McClatchey                                                                                  | 100 m livre feminino      | DNS        | -     | Não avançou | Não avançou | Não avançou | Não avançou       |
| Caitlin McClatchey                                                                                  | 200 m livre feminino      | 1:56.97    | 3 Q   | 1:57.73     | 7 Q         | 1:57.65     | 6                 |
| Hannah Miley                                                                                        | 200 m medley feminino     | 2.11.72    | 4 Q   | 2:12.35     | 11          | Não avançou | Não avançou       |
| Hannah Miley                                                                                        | 400 m medley feminino     | 4:36.56    | 8 Q   |             |             | 4:39.44     | 6                 |
| Cassie Patten                                                                                       | 800 m livre feminino      | 8:25.91    | 8 Q   |             |             | 8:32.35     | 8                 |
| Cassie Patten                                                                                       | 10 km feminino            |            |       |             |             | 1:59:31.0   | Medalha de bronze |
| Keri-Anne Payne                                                                                     | 200 m medley feminino     | 2.12.78    | 15 Q  | 2:14.14     | 16          | Não avançou | Não avançou       |
| Keri-Anne Payne                                                                                     | 400 m medley feminino     | 4:38.69    | 15    |             |             | Não avançou | Não avançou       |
| Keri-Anne Payne                                                                                     | 10km feminino             |            |       |             |             | 1:59:29.2   | Medalha de prata  |
| Elizabeth Simmonds                                                                                  | 100 m costas feminino     | 1:00.53    | 12 Q  | 1:00.39     | 10          | Não avançou | Não avançou       |
| Elizabeth Simmonds                                                                                  | 200 m costas feminino     | 2:08.66 NR | 2 Q   | 2:08.96     | 7 Q         | 2:08.51 NR  | 6                 |
| Gemma Spofforth                                                                                     | 100 m costas feminino     | 1:00.11    | 6 Q   | 59.79       | 5 Q         | 59.38 ER    | 4                 |
| Gemma Spofforth                                                                                     | 200 m costas feminino     | 2:10.56    | 16 Q  | 2:09.19     | 9           | Não avançou | Não avançou       |
| Julia Beckett Francesca Halsall Melanie Marshall Caitlin McClatchey Jessica Sylvester               | 4x100 m livre feminino    | 3:39.18 NR | 8 Q   |             |             | 3:38.18 NR  | 7                 |
| Rebecca Adlington Francesca Halsall Joanne Jackson Melanie Marshall Caitlin McClatchey Hannah Miley | 4x200 m livre feminino    | 7:56.16    | 9     |             |             | Não avançou | Não avançou       |
| Francesca Halsall Kate Haywood Jemma Lowe Gemma Spofforth                                           | 4x100 m medley feminino   | 3:59.14 ER | 2 Q   |             |             | 3:57.50 ER  | 4                 |

### Pentatlo moderno
| Atleta          | Evento    | Tiro   | Tiro | Esgrima | Esgrima | Natação | Natação | Hipismo | Hipismo | Corrida  | Corrida | PPM total | Pos.             |
| Atleta          | Evento    | Escore | PPM  | Vit.    | Pts.    | Tempo   | Pts.    | Tempo   | Pts.    | Tempo    | Pts.    | PPM total | Pos.             |
| --------------- | --------- | ------ | ---- | ------- | ------- | ------- | ------- | ------- | ------- | -------- | ------- | --------- | ---------------- |
| Heather Fell    | Feminino  | 185    | 1156 | 20      | 880     | 2:12.77 | 1328    | 71.58   | 1144    | 10:19.28 | 1244    | 5752      | Medalha de prata |
| Katy Livingston | Feminino  | 178    | 1072 | 17      | 808     | 2:15.68 | 1292    | 67.26   | 1172    | 10:29.47 | 1204    | 5548      | 7                |
| Sam Weale       | Masculino | 177    | 1060 | 18      | 832     | 2:02.87 | 1328    | 83.56   | 1036    | 9:21.18  | 1156    | 5412      | 10               |
| Nick Woodbridge | Masculino | 160    | 856  | 14      | 736     | 1:55.96 | 1412    | 73.22   | 1060    | 9:34.46  | 1104    | 5168      | 25               |

### Remo
| Atleta(s) | Evento                     | Elims.     | Elims. | Repescagem | Repescagem | Quartas de final | Quartas de final | Semifinais  | Semifinais  | Final       | Final             |
| Atleta(s) | Evento                     | Tempo      | Pos.   | Tempo      | Pos.       | Tempo            | Pos.             | Tempo       | Pos.        | Tempo       | Pos.              |
| --- | -------------------------- | ---------- | ------ | ---------- | ---------- | ---------------- | ---------------- | ----------- | ----------- | ----------- | ----------------- |
| Alan Campbell | Skiff simples masculino    | 7:14.98    | 1      |            |            | 6:52.74          | 2 Q              | 7:05.24     | 2 Q         | 7:04:47     | 5                 |
| Robin Bourne-Taylor Tom Solesbury | Dois sem masculino         | 6:59.48    | 4      | 6:41.43    | 4          | Não avançou      | Não avançou      | Não avançou | Não avançou | Não avançou | Não avançou       |
| Stephen Rowbotham Matthew Wells | Skiff duplo masculino      | 6:26.33    | 1      |            |            |                  |                  | 6:21.15     | 3 Q         | 6:29.10     | Medalha de bronze |
| Mark Hunter Zac Purchase | Skiff duplo leve masculino | 6:13.69 OB | 1      |            |            |                  |                  | 6:29.56     | 1 Q         | 6:10.99     | Medalha de ouro   |
| Tom James Peter Reed Andrew Triggs-Hodge Steve Williams                                                                                                   | Quatro sem masculino       | 6:00.59    | 1      |            |            |                  |                  | 5:54.77     | 1 Q         | 6:06.57     | Medalha de ouro   |
| Richard Egington Alastair Heathcote Matthew Langridge Tom Lucy Acer Nethercott Alex Partridge Colin Smith Tom Stallard Josh West                          | Oito com masculino         | 5:25.86    | 1      |            |            |                  |                  |             |             | 5:25.11     | Medalha de prata  |
| Richard Chambers James Clarke James Lindsay-Fynn Paul Mattick                                                                                             | Quatro sem leve masculino  | 5:52.38    | 2      |            |            |                  |                  | 6:08.75     | 3 Q         | 5:52.12     | 5                 |
| Louisa Reeve Olivia Whitlam | Dois sem feminino          | 7:29.88    | 3      | 7:34.54    | 2 Q        |                  |                  |             |             | 7:33.61     | 6                 |
| Anna Bebington Elise Laverick | Skiff duplo feminino       | 7:08.65    | 3      | 6:54.76    | 1 Q        |                  |                  |             |             | 7:07.55     | Medalha de bronze |
| Helen Casey, Hester Goodsell | Skiff duplo leve feminino  | 6:55.23    | 3      | 7:24.23    | 1 Q        |                  |                  | 7:17.67     | 5           | Não avançou | Não avançou       |
| Debbie Flood Katherine Grainger Frances Houghton Annie Vernon                                                                                             | Skiff quádruplo feminino   | 6:13.70    | 1      |            |            |                  |                  |             |             | 6:17.37     | Medalha de prata  |
| Carla Ashford Jess Eddie Katie Greves Natasha Howard Alison Knowles Caroline O'Connor Natasha Page Beth Rodford Sarah Winckless Laura Reeve Alice Freeman | Oito com feminino          | 6:08.68    | 2      | 6:12.10    | 3 Q        |                  |                  |             |             | 6:13.74     | 5                 |

### Saltos ornamentais
| Atleta                        | Eventos                                | 1ª fase | 1ª fase | Semifinal   | Semifinal   | Final       | Final       |
| Atleta                        | Eventos                                | Pts.    | Pos.    | Pts.        | Pos.        | Pts.        | Pos.        |
| ----------------------------- | -------------------------------------- | ------- | ------- | ----------- | ----------- | ----------- | ----------- |
| Tom Daley                     | Plataforma 10 m individual masculino   | 440.40  | 12 Q    | 458.60      | 8 Q         | 463.55      | 7           |
| Ben Swain                     | Trampolim 3 m individual masculino     | 390.30  | 26      | Não avançou | Não avançou | Não avançou | Não avançou |
| Peter Waterfield              | Plataforma 10 m individual masculino   | 497.65  | 4 Q     | 430.95      | 13          | Não avançou | Não avançou |
| Blake Aldridge Tom Daley      | Plataforma 10 m sincronizado masculino |         |         |             |             | 408.48      | 8           |
| Nick Robinson-Baker Ben Swain | Trampolim 3 m sincronizado masculino   |         |         |             |             | 402.36      | 7           |
| Tonia Couch                   | Plataforma 10 m individual feminino    | 320.40  | 12 Q    | 297.20      | 12 Q        | 328.70      | 8           |
| Rebecca Gallantree            | Trampolim 3 m individual feminino      | 232.75  | 25      | Não avançou | Não avançou | Não avançou | Não avançou |
| Stacie Powell                 | Plataforma 10 m individual feminino    | 313.90  | 14 Q    | 301.75      | 11 Q        | 303.50      | 10          |
| Tonia Couch Stacie Powell     | Plataforma 10 m sincronizado feminino  |         |         |             |             | 303.48      | 8           |
| Tandi Gerrard Hayley Sage     | Trampolim 3 m sincronizado feminino    |         |         |             |             | 278.25      | 8           |

### Taekwondo
| Atleta          | Evento           | Fase de 16             | Quartas de final       | Semifinais             | Repescagem             | Finais                               | Pos.              |
| Atleta          | Evento           | Adversário e resultado | Adversário e resultado | Adversário e resultado | Adversário e resultado | Adversário e resultado               | Pos.              |
| --------------- | ---------------- | ---------------------- | ---------------------- | ---------------------- | ---------------------- | ------------------------------------ | ----------------- |
| Aaron Cook      | -80 kg masculino | MHL Jason V 7-0        | VEN Vásquez V 5-2      | ITA Sarmiento D 6-5    |                        | Disputa do bronze CHN Zhu D 4-1      | 4                 |
| Michael Harvey  | -58 kg masculino | MEX Perez D 3-2        | Não avançou            | Não avançou            | AFG Nikpai D 3-1       | Não avançou                          | Não avançou       |
| Sarah Stevenson | +67 kg feminino  | JOR Dwani V 3-2        | CHN Chen V 1-2         | MEX Espinoza D 4-1     |                        | Disputa do bronze EGY Abd Rabo V 5-1 | Medalha de bronze |

### Tênis
| Atleta                   | Evento            | Fase de 64             | Fase de 32                          | Fase de 16                    | Quartas de final       | Semifinais             | Finais                 | Finais      |
| Atleta                   | Evento            | Adversário e resultado | Adversário e resultado              | Adversário e resultado        | Adversário e resultado | Adversário e resultado | Adversário e resultado | Pos.        |
| ------------------------ | ----------------- | ---------------------- | ----------------------------------- | ----------------------------- | ---------------------- | ---------------------- | ---------------------- | ----------- |
| Andy Murray              | Simples masculino | TPE Lu D 6-7, 4-6      | Não avançou                         | Não avançou                   | Não avançou            | Não avançou            | Não avançou            | Não avançou |
| Andy Murray Jamie Murray | Duplas masculinas |                        | CAN Nestor/Niemeyer V 4-6, 6-3, 6-4 | FRA Clement/Llodra D 1-6, 3-6 | Não avançou            | Não avançou            | Não avançou            | Não avançou |

### Tiro
| Atleta            | Evento                           | Qual.  | Qual. | Final       | Final       |
| Atleta            | Evento                           | Escore | Pos.  | Escore      | Pos.        |
| ----------------- | -------------------------------- | ------ | ----- | ----------- | ----------- |
| Jonathan Hammond  | Carabina de ar 10 m masculino    | 589    | 29    | Não avançou | Não avançou |
| Jonathan Hammond  | Carabina três posições masculino | 1148   | 42    | Não avançou | Não avançou |
| Jonathan Hammond  | Carabina deitado 50 m masculino  | 589    | 34    | Não avançou | Não avançou |
| Richard Faulds    | Fossa olímpica dublê masculino   | 137    | 5 Q   | 180         | 6           |
| Steve Scott       | Fossa olímpica dublê masculino   | 134    | 14    | Não avançou | Não avançou |
| Charlotte Kerwood | Fossa olímpica feminino          | 58     | 16    | Não avançou | Não avançou |
| Elena Little      | Skeet feminino                   | 66     | 14    | Não avançou | Não avançou |

### Tiro com arco
| Atleta                                            | Evento               | Classificação | Classificação | Fase de 64              | Fase de 32             | Fase de 16             | Quartas de final       | Semifinais             | Finais                                 | Finais      |
| Atleta                                            | Evento               | Escore        | Pos.          | Adversário e resultado  | Adversário e resultado | Adversário e resultado | Adversário e resultado | Adversário e resultado | Adversário e resultado                 | Pos.        |
| ------------------------------------------------- | -------------------- | ------------- | ------------- | ----------------------- | ---------------------- | ---------------------- | ---------------------- | ---------------------- | -------------------------------------- | ----------- |
| Laurence Godfrey                                  | Individual masculino | 657           | 34            | RUS Badënov D 109–114   | Não avançou            | Não avançou            | Não avançou            | Não avançou            | Não avançou                            | Não avançou |
| Simon Terry                                       | Individual masculino | 670           | 7             | FIN Hatava D 104–105    | Não avançou            | Não avançou            | Não avançou            | Não avançou            | Não avançou                            | Não avançou |
| Alan Wills                                        | Individual masculino | 661           | 21            | ITA Nespoli V 103–98    | ITA Galiazzo V 110–109 | CUB Stevens D 104–108  | Não avançou            | Não avançou            | Não avançou                            | Não avançou |
| Laurence Godfrey Simon Terry Alan Wills           | Equipes masculinas   | 1998          | 5             |                         |                        | CHN China D 210–214    | Não avançou            | Não avançou            | Não avançou                            | 12          |
| Charlotte Burgess                                 | Individual feminino  | 623           | 40            | CHN Guo V 106–104       | GBR Folkard D 96–110   | Não avançou            | Não avançou            | Não avançou            | Não avançou                            | Não avançou |
| Naomi Folkard                                     | Individual feminino  | 651           | 8             | EGY Abed Elaal V 107–95 | GBR Burgess V 110–96   | JPN Hayakawa D 97–106  | Não avançou            | Não avançou            | Não avançou                            | Não avançou |
| Alison Williamson                                 | Individual feminino  | 651           | 7             | TPE Wei V 108–99        | USA Lorig D 108–112    | Não avançou            | Não avançou            | Não avançou            | Não avançou                            | Não avançou |
| Charlotte Burgess Naomi Folkard Alison Williamson | Equipes femininas    | 1925          | 2             |                         |                        | Bye                    | JPN Japão V 201–196    | CHN China D 202–208    | Disputa do bronze FRA França D 201–203 | 4           |

### Triatlo
| Atleta            | Evento    | Natação | T1   | Ciclismo | T2   | Corrida | Tempo total | Pos. |
| ----------------- | --------- | ------- | ---- | -------- | ---- | ------- | ----------- | ---- |
| Alistair Brownlee | Masculino | 18:11   | 0:27 | 59:05    | 0:29 | 32:07   | 1:50:19     | 12   |
| William Clarke    | Masculino | 18:53   | 0:27 | 58:23    | 0:31 | 32:18   | 1:50:32     | 14   |
| Tim Don           | Masculino | 18:54   | 0:26 | DNF      | DNF  | DNF     | DNF         | DNF  |
| Hollie Avil       | Feminino  | 20:09   | 0:32 | DNF      | DNF  | DNF     | DNF         | DNF  |
| Helen Tucker      | Feminino  | 19:52   | 0:31 | 1:04:17  | 0:36 | 37:39   | 2:02:55     | 21   |

### Vela
| Atleta                              | Evento                | Regata   | Regata | Regata | Regata | Regata   | Regata | Regata   | Regata   | Regata | Regata | Regata | Regata | Regata | Regata | Regata | Regata | Escore | Pos.              |
| Atleta                              | Evento                | 1        | 2      | 3      | 4      | 5        | 6      | 7        | 8        | 9      | 10     | 11     | 12     | 13     | 14     | 15     | M      | Escore | Pos.              |
| ----------------------------------- | --------------------- | -------- | ------ | ------ | ------ | -------- | ------ | -------- | -------- | ------ | ------ | ------ | ------ | ------ | ------ | ------ | ------ | ------ | ----------------- |
| Ben Ainslie                         | Finn                  | (10)     | 1      | 4      | 1      | 1        | 10     | 2        | 2        | CAN    | CAN    |        |        |        |        |        | 2      | 23     | Medalha de ouro   |
| Sarah Ayton Sarah Webb Pippa Wilson | Yngling feminino      | 2        | 3      | 4      | (7)    | 4        | 2      | 2        | 5        | CAN    | CAN    |        |        |        |        |        | 2      | 24     | Medalha de ouro   |
| Christina Bassadone Saskia Clark    | 470 feminino          | (20) DSQ | 8      | 3      | 4      | 15       | 13     | 8        | 3        | 15     | 5      |        |        |        |        |        | 8      | 82     | 6                 |
| Penny Clark                         | Laser Radial feminino | 2        | 22     | 1      | 22     | 3        | 17     | 18       | (23)     | 13     | CAN    |        |        |        |        |        | 14     | 112    | 10                |
| Nick Dempsey                        | RS:X masculino        | 11       | 9      | 3      | 2      | 1        | 7      | (17)     | 5        | 3      | 5      |        |        |        |        |        | 14     | 60     | 4                 |
| Jonathan Glanfield Nick Rogers      | 470 masculino         | 19       | 5      | 1      | 4      | 9        | 6      | 20       | (30) OCS | 2      | 3      |        |        |        |        |        | 6      | 75     | Medalha de prata  |
| Paul Goodison                       | Laser masculino       | (15)     | 2      | 15     | 1      | 9        | 7      | 1        | 4        | 6      | CAN    |        |        |        |        |        | 18     | 63     | Medalha de ouro   |
| Will Howden Leigh McMillan          | Tornado               | 6        | 8      | 13     | 8      | (14)     | 7      | 7        | 2        | 3      | 12     |        |        |        |        |        | 2      | 68     | 6                 |
| Stevie Morrison Ben Rhodes          | 49er                  | 4        | 3      | 5      | 14     | 14       | 15     | (20) OCS | 3        | 2      | 8      | 11     | 15     | CAN    | CAN    | CAN    | 6      | 100    | 9                 |
| Iain Percy Andrew Simpson           | Star masculino        | 7        | (13)   | 3      | 5      | 8        | 2      | 1        | 1        | 2      | 6      |        |        |        |        |        | 14     | 49     | Medalha de ouro   |
| Bryony Shaw                         | RS:X masculino        | 4        | 3      | 11     | 6      | (28) OCS | 6      | 5        | 3        | 1      | 2      |        |        |        |        |        | 4      | 45     | Medalha de bronze |

Legenda
| Recorde mundial      | Recorde mundial (World record)               |                       | Recorde africano                      | Recorde africano (African) |                                           | Q | Classificado por posição (Qualified) |
| Recorde olímpico     | Recorde olímpico (Olympic record)            | Recorde da América    | Recorde da América (Americas)         | q                          | Classificado por melhor tempo (Qualified) |   |                                      |
| Melhor marca do ano  | Melhor marca do ano (World leading)          | Recorde asiático      | Recorde asiático (Asian)              | DNS                        | Não largou (Did not start)                |   |                                      |
| Recorde nacional     | Recorde nacional (National record)           | Recorde europeu       | Recorde europeu (European)            | DNF                        | Não terminou (Did not finish)             |   |                                      |
| Recorde pessoal      | Recorde pessoal do atleta (Personal best)    | Recorde da Oceania    | Recorde da Oceania (Oceania)          | DSQ / DQ                   | Desclassificado (Disqualified)            |   |                                      |
| Recorde da temporada | Recorde da temporada do atleta (Season best) | Recorde sul-americano | Recorde sul-americano (South America) | NM                         | Sem marca (No mark)                       |   |                                      |

### Remo
| S | Classificado(a) para as semifinais |    |                        | FA | Final A (disputa de medalhas) |  |  | FD | Final D (sem medalhas) |
| Q | Classificado(a) para as quartas    | FB | Final B (sem medalhas) | FE | Final E (sem medalhas)        |  |  |    |                        |
| R | Classificado(a) para a repescagem  | FC | Final C (sem medalhas) | FF | Final F (sem medalhas)        |  |  |    |                        |

### Vela
| M   | Regata da Medalha da qual só participam os dez primeiros colocados das regatas anteriores  |  |  | CAN | Regata cancelada |
| BFD | Desclassificado por bandeira preta (Black Flag Disqualified)                               |  |  |     |                  |
| UFD | Desclassificado por bandeira "U" (U Flag Disqualified)                                     |  |  |     |                  |
| OCS | Largada queimada (On the Course Side of the starting line)                                 |  |  |     |                  |
| DNE | Desclassificação sem eliminação (infração a um item do regulamento da prova – Did Not End) |  |  |     |                  |